# Charles Starrett

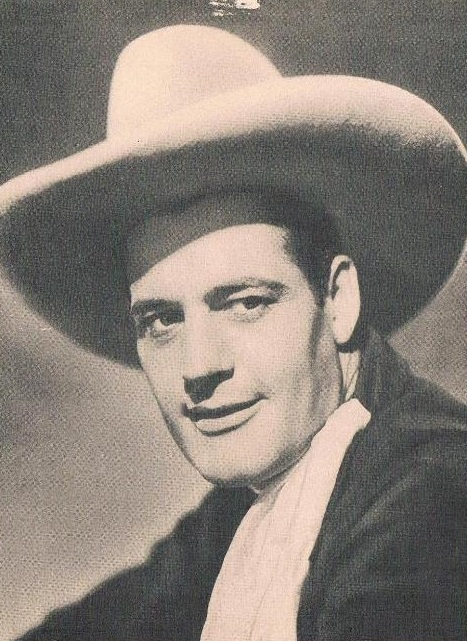
Charles Starrett

Charles Starrett (* 28. März 1903 in Athol, Massachusetts; † 22. März 1986 in Borrego Springs, Kalifornien) war ein US-amerikanischer Schauspieler.

## Leben
Starrett trat zwischen 1926 und 1952 in über 165 Kinofilmen auf, in den meisten dieser fungierte er als Hauptdarsteller. Bekannt wurde er vor allem durch seine Mitwirkung an meist kostengünstig produzierten Western, seine Paraderolle war die Titelfigur in der Western-Filmreihe Durango Kid. Außerhalb des Westerngenres spielte er nur wenige bemerkenswerte Rollen, darunter die männliche Heldenrolle in dem Horrorfilm Die Maske des Fu-Manchu von 1932.

## Filmografie (Auswahl)
- 1926: The Quarterback
- 1930: The Royal Family of Broadway
- 1930: Fast and Loose
- 1931: The Viking
- 1932: Die Maske des Fu-Manchu (The Mask of Fu Manchu)
- 1932: Wer hat hier recht? / Der Mann aus Stahl (Lady And Gent)
- 1933: Our Betters
- 1933: Jungle Bride
- 1933: Murder on the Campus
- 1934: This Man Is Mine
- 1934: 1929 – Manhattan N.Y. (Gentlemen Are Born)
- 1935: A Shot in the Dark
- 1935: Die Farm am Mississippi (So Red the Rose)
- 1935: Das Rätsel von Zimmer 309 (One New York Night)
- 1938: Start Cheering
- 1940: The Durango Kid
- 1945: Blazing the Western Trail
- 1945: The Return of the Durango Kid
- 1952: The Kid from Broken Gun